# Tour de Ruanda 2022
La 25.ª edición de la competición ciclista Tour de Ruanda fue una carrera de ciclismo en ruta por etapas que se celebró entre el 20 y el 27 de febrero en Ruanda con inicio y final en la ciudad de Kigali sobre un recorrido de 937,1 kilómetros.
La carrera formó parte del UCI Africa Tour 2022, calendario ciclístico de los Circuitos Continentales UCI, dentro de la categoría 2.1 y fue ganada por el eritreo Natnael Tesfatsion del Drone Hopper-Androni Giocattoli. Completaron el podio, como segundo y tercer clasificado respectivamente, el ucraniano Anatoliy Budyak del Terengganu Polygon y el irlandés Jesse Ewart del Bike Aid.

## Equipos participantes
Tomaron parte en la carrera 19 equipos: 1 de categoría UCI WorldTeam invitado por la organización, 5 de categoría UCI ProTeam, 9 de categoría Continental y 4 selecciones nacionales. Formaron así un pelotón de 90 ciclistas de los que acabaron 65. Los equipos participantes fueron:
| WorldTeam- Israel-Premier Tech ProTeams (5)- TotalEnergies - Drone Hopper-Androni Giocattoli - B&B Hotels-KTM - Burgos-BH - Team Novo Nordisk Equipos continentales (9)- Bike Aid - Coop - Tarteletto-Isorex - Wildlife Generation Pro Cycling - Bénédiction-Ignite - Terengganu Polygon Cycling Team - Saris Rouvy Sauerland Team - Grant Thornton-Bike Zone - ProTouch Equipos nacionales (4)- Ruanda - Argelia - Gran Bretaña - Marruecos |
| |

## Recorrido
El Tour de Ruanda dispuso de ocho etapas para un recorrido total de 937,1 kilómetros.
| Etapa     | Fecha     | Recorrido                 | type                    | Distancia (km) | Ganador           | Líder              |
| --------- | --------- | ------------------------- | ----------------------- | -------------- | ----------------- | ------------------ |
| Prólogo   | 20 de feb | Kigali – Kigali           | contrarreloj individual | 4              | Alexandre Geniez  | Alexandre Geniez   |
| 1.ª etapa | 21 de feb | Kigali – Rwamagana        | etapa escarpada         | 148,3          | Sandy Dujardin    | Alexandre Geniez   |
| 2.ª etapa | 22 de feb | Kigali – Rubavu           | etapa de montaña        | 155,9          | Jhonatan Restrepo | Jhonatan Restrepo  |
| 3.ª etapa | 23 de feb | Kigali – Gicumbi District | etapa escarpada         | 124,3          | Kent Main         | Axel Laurance      |
| 4.ª etapa | 24 de feb | Gitarama – Ruhengeri      | etapa de montaña        | 124,7          | Alexandre Geniez  | Ángel Madrazo      |
| 5.ª etapa | 25 de feb | Ruhengeri – Kigali        | etapa escarpada         | 152            | Anatoliy Budyak   | Natnael Tesfatsion |
| 6.ª etapa | 26 de feb | Kigali – Mount Kigali     | etapa escarpada         | 152,6          | Alan Boileau      | Natnael Tesfatsion |
| 7.ª etapa | 27 de feb | Kigali – Kigali           | etapa de montaña        | 75,3           | Moïse Mugisha     | Natnael Tesfatsion |

## Desarrollo de la carrera

### Prólogo
| Kigali - Kigali | contrarreloj individual | (4 km) |

| \| Clasificación de la etapa \| Clasificación de la etapa \| Clasificación de la etapa \| Clasificación de la etapa \| Clasificación de la etapa \| \| Ciclista \| Ciclista \| Equipo \| Tiempo \| \| \| ------------------------- \| ------------------------- \| ------------------------------- \| ------------------------- \| ------------------------- \| \| 1.º \| Alexandre Geniez \| TotalEnergies \| 4 min 41 s \| \| \| 2.º \| Jhonatan Restrepo \| Drone Hopper-Androni Giocattoli \| + 6 s \| \| \| 3.º \| Sandy Dujardin \| TotalEnergies \| + 7 s \| \| \| 4.º \| André Drege \| Team Coop \| + 9 s \| \| \| 5.º \| Axel Laurance \| B&B Hotels-KTM \| + 9 s \| \| \| 6.º \| Leo Hayter \| Gran Bretaña \| + 10 s \| \| \| 7.º \| Alastair MacKellar \| Israel-Premier Tech \| + 12 s \| \| \| 8.º \| Omer Goldstein \| Israel-Premier Tech \| + 14 s \| \| \| 9.º \| Robert Donaldson \| Gran Bretaña \| + 15 s \| \| \| 10.º \| Andreas Stokbro \| Team Coop \| + 15 s \| \| |                    |                                 |            |
| |                    |                                 |            |
| Fuente: ProCyclingStats |                    |                                 |            |
| Clasificación de la etapa |                    |                                 |            |
| Ciclista | Ciclista           | Equipo                          | Tiempo     |
| 1.º | Alexandre Geniez   | TotalEnergies                   | 4 min 41 s |
| 2.º | Jhonatan Restrepo  | Drone Hopper-Androni Giocattoli | + 6 s      |
| 3.º | Sandy Dujardin     | TotalEnergies                   | + 7 s      |
| 4.º | André Drege        | Team Coop                       | + 9 s      |
| 5.º | Axel Laurance      | B&B Hotels-KTM                  | + 9 s      |
| 6.º | Leo Hayter         | Gran Bretaña                    | + 10 s     |
| 7.º | Alastair MacKellar | Israel-Premier Tech             | + 12 s     |
| 8.º | Omer Goldstein     | Israel-Premier Tech             | + 14 s     |
| 9.º | Robert Donaldson   | Gran Bretaña                    | + 15 s     |
| 10.º | Andreas Stokbro    | Team Coop                       | + 15 s     |

| \| Clasificación general \| Clasificación general \| Clasificación general \| Clasificación general \| Clasificación general \| \| Ciclista \| Ciclista \| Equipo \| Tiempo \| \| \| --------------------- \| --------------------- \| ------------------------------- \| --------------------- \| --------------------- \| \| 1.º \| Alexandre Geniez \| TotalEnergies \| 4 min 41 s \| \| \| 2.º \| Jhonatan Restrepo \| Drone Hopper-Androni Giocattoli \| + 6 s \| \| \| 3.º \| Sandy Dujardin \| TotalEnergies \| + 7 s \| \| \| 4.º \| André Drege \| Team Coop \| + 9 s \| \| \| 5.º \| Axel Laurance \| B&B Hotels-KTM \| + 9 s \| \| \| 6.º \| Leo Hayter \| Gran Bretaña \| + 10 s \| \| \| 7.º \| Alastair MacKellar \| Israel-Premier Tech \| + 12 s \| \| \| 8.º \| Omer Goldstein \| Israel-Premier Tech \| + 14 s \| \| \| 9.º \| Robert Donaldson \| Gran Bretaña \| + 15 s \| \| \| 10.º \| Andreas Stokbro \| Team Coop \| + 15 s \| \| |                    |                                 |            |
| |                    |                                 |            |
| Fuente: ProCyclingStats |                    |                                 |            |
| Clasificación general |                    |                                 |            |
| Ciclista | Ciclista           | Equipo                          | Tiempo     |
| 1.º | Alexandre Geniez   | TotalEnergies                   | 4 min 41 s |
| 2.º | Jhonatan Restrepo  | Drone Hopper-Androni Giocattoli | + 6 s      |
| 3.º | Sandy Dujardin     | TotalEnergies                   | + 7 s      |
| 4.º | André Drege        | Team Coop                       | + 9 s      |
| 5.º | Axel Laurance      | B&B Hotels-KTM                  | + 9 s      |
| 6.º | Leo Hayter         | Gran Bretaña                    | + 10 s     |
| 7.º | Alastair MacKellar | Israel-Premier Tech             | + 12 s     |
| 8.º | Omer Goldstein     | Israel-Premier Tech             | + 14 s     |
| 9.º | Robert Donaldson   | Gran Bretaña                    | + 15 s     |
| 10.º | Andreas Stokbro    | Team Coop                       | + 15 s     |

### 2.ª etapa
| Kigali - Rwamagana | etapa escarpada | (148,3 km) |

| \| Clasificación de la etapa \| Clasificación de la etapa \| Clasificación de la etapa \| Clasificación de la etapa \| Clasificación de la etapa \| \| Ciclista \| Ciclista \| Equipo \| Tiempo \| \| \| ------------------------- \| ------------------------- \| ------------------------------- \| ------------------------- \| ------------------------- \| \| 1.º \| Sandy Dujardin \| TotalEnergies \| 3 h 28 min 25 s \| \| \| 2.º \| Axel Laurance \| B&B Hotels-KTM \| + 0 s \| \| \| 3.º \| Jhonatan Restrepo \| Drone Hopper-Androni Giocattoli \| + 0 s \| \| \| 4.º \| Henok Mulubrhan \| Bike Aid \| + 0 s \| \| \| 5.º \| Rnus Byiza Uhiriwe \| Ruanda \| + 0 s \| \| \| 6.º \| Andreas Stokbro \| Team Coop \| + 0 s \| \| \| 7.º \| Louis Bendixen \| Team Coop \| + 0 s \| \| \| 8.º \| Robert Donaldson \| Gran Bretaña \| + 0 s \| \| \| 9.º \| Scott McGill \| Wildlife Generation Pro Cycling \| + 0 s \| \| \| 10.º \| Mohd Shahrul Mat Amin \| Terengganu Polygon Cycling Team \| + 0 s \| \| |                       |                                 |                 |
| |                       |                                 |                 |
| Fuente: ProCyclingStats |                       |                                 |                 |
| Clasificación de la etapa |                       |                                 |                 |
| Ciclista | Ciclista              | Equipo                          | Tiempo          |
| 1.º | Sandy Dujardin        | TotalEnergies                   | 3 h 28 min 25 s |
| 2.º | Axel Laurance         | B&B Hotels-KTM                  | + 0 s           |
| 3.º | Jhonatan Restrepo     | Drone Hopper-Androni Giocattoli | + 0 s           |
| 4.º | Henok Mulubrhan       | Bike Aid                        | + 0 s           |
| 5.º | Rnus Byiza Uhiriwe    | Ruanda                          | + 0 s           |
| 6.º | Andreas Stokbro       | Team Coop                       | + 0 s           |
| 7.º | Louis Bendixen        | Team Coop                       | + 0 s           |
| 8.º | Robert Donaldson      | Gran Bretaña                    | + 0 s           |
| 9.º | Scott McGill          | Wildlife Generation Pro Cycling | + 0 s           |
| 10.º | Mohd Shahrul Mat Amin | Terengganu Polygon Cycling Team | + 0 s           |

| \| Clasificación general \| Clasificación general \| Clasificación general \| Clasificación general \| Clasificación general \| \| Ciclista \| Ciclista \| Equipo \| Tiempo \| \| \| --------------------- \| --------------------- \| ------------------------------- \| --------------------- \| --------------------- \| \| 1.º \| Alexandre Geniez \| TotalEnergies \| 3 h 33 min 06 s \| \| \| 2.º \| Jhonatan Restrepo \| Drone Hopper-Androni Giocattoli \| + 6 s \| \| \| 3.º \| Sandy Dujardin \| TotalEnergies \| + 7 s \| \| \| 4.º \| André Drege \| Team Coop \| + 9 s \| \| \| 5.º \| Axel Laurance \| B&B Hotels-KTM \| + 9 s \| \| \| 6.º \| Leo Hayter \| Gran Bretaña \| + 10 s \| \| \| 7.º \| Alastair MacKellar \| Israel-Premier Tech \| + 12 s \| \| \| 8.º \| Omer Goldstein \| Israel-Premier Tech \| + 14 s \| \| \| 9.º \| Robert Donaldson \| Gran Bretaña \| + 15 s \| \| \| 10.º \| Andreas Stokbro \| Team Coop \| + 15 s \| \| |                    |                                 |                 |
| |                    |                                 |                 |
| Fuente: ProCyclingStats |                    |                                 |                 |
| Clasificación general |                    |                                 |                 |
| Ciclista | Ciclista           | Equipo                          | Tiempo          |
| 1.º | Alexandre Geniez   | TotalEnergies                   | 3 h 33 min 06 s |
| 2.º | Jhonatan Restrepo  | Drone Hopper-Androni Giocattoli | + 6 s           |
| 3.º | Sandy Dujardin     | TotalEnergies                   | + 7 s           |
| 4.º | André Drege        | Team Coop                       | + 9 s           |
| 5.º | Axel Laurance      | B&B Hotels-KTM                  | + 9 s           |
| 6.º | Leo Hayter         | Gran Bretaña                    | + 10 s          |
| 7.º | Alastair MacKellar | Israel-Premier Tech             | + 12 s          |
| 8.º | Omer Goldstein     | Israel-Premier Tech             | + 14 s          |
| 9.º | Robert Donaldson   | Gran Bretaña                    | + 15 s          |
| 10.º | Andreas Stokbro    | Team Coop                       | + 15 s          |

### 3.ª etapa
| Kigali - Rubavu | etapa de montaña | (155,9 km) |

| \| Clasificación de la etapa \| Clasificación de la etapa \| Clasificación de la etapa \| Clasificación de la etapa \| Clasificación de la etapa \| \| Ciclista \| Ciclista \| Equipo \| Tiempo \| \| \| ------------------------- \| ------------------------- \| ------------------------------- \| ------------------------- \| ------------------------- \| \| 1.º \| Jhonatan Restrepo \| Drone Hopper-Androni Giocattoli \| 3 h 54 min 10 s \| \| \| 2.º \| Axel Laurance \| B&B Hotels-KTM \| + 0 s \| \| \| 3.º \| Ángel Madrazo \| Burgos-BH \| + 0 s \| \| \| 4.º \| Natnael Tesfatsion \| Drone Hopper-Androni Giocattoli \| + 0 s \| \| \| 5.º \| Jesse Ewart \| Bike Aid \| + 0 s \| \| \| 6.º \| Henok Mulubrhan \| Bike Aid \| + 0 s \| \| \| 7.º \| Anatoliy Budyak \| Terengganu Polygon Cycling Team \| + 0 s \| \| \| 8.º \| Michiel Stockman \| Saris Rouvy Sauerland Team \| + 1 min 17 s \| \| \| 9.º \| Jesús Ezquerra \| Burgos-BH \| + 1 min 24 s \| \| \| 10.º \| Scott McGill \| Wildlife Generation Pro Cycling \| + 1 min 31 s \| \| |                    |                                 |                 |
| |                    |                                 |                 |
| Fuente: ProCyclingStats |                    |                                 |                 |
| Clasificación de la etapa |                    |                                 |                 |
| Ciclista | Ciclista           | Equipo                          | Tiempo          |
| 1.º | Jhonatan Restrepo  | Drone Hopper-Androni Giocattoli | 3 h 54 min 10 s |
| 2.º | Axel Laurance      | B&B Hotels-KTM                  | + 0 s           |
| 3.º | Ángel Madrazo      | Burgos-BH                       | + 0 s           |
| 4.º | Natnael Tesfatsion | Drone Hopper-Androni Giocattoli | + 0 s           |
| 5.º | Jesse Ewart        | Bike Aid                        | + 0 s           |
| 6.º | Henok Mulubrhan    | Bike Aid                        | + 0 s           |
| 7.º | Anatoliy Budyak    | Terengganu Polygon Cycling Team | + 0 s           |
| 8.º | Michiel Stockman   | Saris Rouvy Sauerland Team      | + 1 min 17 s    |
| 9.º | Jesús Ezquerra     | Burgos-BH                       | + 1 min 24 s    |
| 10.º | Scott McGill       | Wildlife Generation Pro Cycling | + 1 min 31 s    |

| \| Clasificación general \| Clasificación general \| Clasificación general \| Clasificación general \| Clasificación general \| \| Ciclista \| Ciclista \| Equipo \| Tiempo \| \| \| --------------------- \| --------------------- \| ------------------------------- \| --------------------- \| --------------------- \| \| 1.º \| Jhonatan Restrepo \| Drone Hopper-Androni Giocattoli \| 7 h 27 min 22 s \| \| \| 2.º \| Axel Laurance \| B&B Hotels-KTM \| + 3 s \| \| \| 3.º \| Ángel Madrazo \| Burgos-BH \| + 13 s \| \| \| 4.º \| Natnael Tesfatsion \| Drone Hopper-Androni Giocattoli \| + 13 s \| \| \| 5.º \| Anatoliy Budyak \| Terengganu Polygon Cycling Team \| + 20 s \| \| \| 6.º \| Henok Mulubrhan \| Bike Aid \| + 20 s \| \| \| 7.º \| Jesse Ewart \| Bike Aid \| + 26 s \| \| \| 8.º \| Sandy Dujardin \| TotalEnergies \| + 1 min 32 s \| \| \| 9.º \| Jesús Ezquerra \| Burgos-BH \| + 1 min 34 s \| \| \| 10.º \| André Drege \| Team Coop \| + 1 min 34 s \| \| |                    |                                 |                 |
| |                    |                                 |                 |
| Fuente: ProCyclingStats |                    |                                 |                 |
| Clasificación general |                    |                                 |                 |
| Ciclista | Ciclista           | Equipo                          | Tiempo          |
| 1.º | Jhonatan Restrepo  | Drone Hopper-Androni Giocattoli | 7 h 27 min 22 s |
| 2.º | Axel Laurance      | B&B Hotels-KTM                  | + 3 s           |
| 3.º | Ángel Madrazo      | Burgos-BH                       | + 13 s          |
| 4.º | Natnael Tesfatsion | Drone Hopper-Androni Giocattoli | + 13 s          |
| 5.º | Anatoliy Budyak    | Terengganu Polygon Cycling Team | + 20 s          |
| 6.º | Henok Mulubrhan    | Bike Aid                        | + 20 s          |
| 7.º | Jesse Ewart        | Bike Aid                        | + 26 s          |
| 8.º | Sandy Dujardin     | TotalEnergies                   | + 1 min 32 s    |
| 9.º | Jesús Ezquerra     | Burgos-BH                       | + 1 min 34 s    |
| 10.º | André Drege        | Team Coop                       | + 1 min 34 s    |

### 4.ª etapa
| Kigali - Gicumbi District | etapa escarpada | (124,3 km) |

| \| Clasificación de la etapa \| Clasificación de la etapa \| Clasificación de la etapa \| Clasificación de la etapa \| Clasificación de la etapa \| \| Ciclista \| Ciclista \| Equipo \| Tiempo \| \| \| ------------------------- \| ------------------------- \| ------------------------------- \| ------------------------- \| ------------------------- \| \| 1.º \| Kent Main \| ProTouch \| 32 h 47 min 40 s \| \| \| 2.º \| Anatoliy Budyak \| Terengganu Polygon Cycling Team \| + 2 s \| \| \| 3.º \| Alan Boileau \| B&B Hotels-KTM \| + 3 s \| \| \| 4.º \| Metkel Eyob \| Terengganu Polygon Cycling Team \| + 3 s \| \| \| 5.º \| Eric Muhoza \| Ruanda \| + 3 s \| \| \| 6.º \| Henok Mulubrhan \| Bike Aid \| + 3 s \| \| \| 7.º \| Lennert Teugels \| Tarteletto-Isorex \| + 3 s \| \| \| 8.º \| Natnael Tesfatsion \| Drone Hopper-Androni Giocattoli \| + 3 s \| \| \| 9.º \| Leo Hayter \| Gran Bretaña \| + 3 s \| \| \| 10.º \| Andreas Stokbro \| Team Coop \| + 3 s \| \| |                    |                                 |                  |
| |                    |                                 |                  |
| Fuente: ProCyclingStats |                    |                                 |                  |
| Clasificación de la etapa |                    |                                 |                  |
| Ciclista | Ciclista           | Equipo                          | Tiempo           |
| 1.º | Kent Main          | ProTouch                        | 32 h 47 min 40 s |
| 2.º | Anatoliy Budyak    | Terengganu Polygon Cycling Team | + 2 s            |
| 3.º | Alan Boileau       | B&B Hotels-KTM                  | + 3 s            |
| 4.º | Metkel Eyob        | Terengganu Polygon Cycling Team | + 3 s            |
| 5.º | Eric Muhoza        | Ruanda                          | + 3 s            |
| 6.º | Henok Mulubrhan    | Bike Aid                        | + 3 s            |
| 7.º | Lennert Teugels    | Tarteletto-Isorex               | + 3 s            |
| 8.º | Natnael Tesfatsion | Drone Hopper-Androni Giocattoli | + 3 s            |
| 9.º | Leo Hayter         | Gran Bretaña                    | + 3 s            |
| 10.º | Andreas Stokbro    | Team Coop                       | + 3 s            |

| \| Clasificación general \| Clasificación general \| Clasificación general \| Clasificación general \| Clasificación general \| \| Ciclista \| Ciclista \| Equipo \| Tiempo \| \| \| --------------------- \| --------------------- \| ------------------------------- \| --------------------- \| --------------------- \| \| 1.º \| Axel Laurance \| B&B Hotels-KTM \| \| \| \| 2.º \| Ángel Madrazo \| Burgos-BH \| + 10 s \| \| \| 3.º \| Natnael Tesfatsion \| Drone Hopper-Androni Giocattoli \| + 10 s \| \| \| 4.º \| Anatoliy Budyak \| Terengganu Polygon Cycling Team \| + 16 s \| \| \| 5.º \| Henok Mulubrhan \| Bike Aid \| + 17 s \| \| \| 6.º \| Jesse Ewart \| Bike Aid \| + 23 s \| \| \| 7.º \| Sandy Dujardin \| TotalEnergies \| + 1 min 29 s \| \| \| 8.º \| Leo Hayter \| Gran Bretaña \| + 1 min 32 s \| \| \| 9.º \| Alastair MacKellar \| Israel-Premier Tech \| + 1 min 34 s \| \| \| 10.º \| Kent Main \| ProTouch \| + 1 min 36 s \| \| |                    |                                 |              |
| |                    |                                 |              |
| Fuente: ProCyclingStats |                    |                                 |              |
| Clasificación general |                    |                                 |              |
| Ciclista | Ciclista           | Equipo                          | Tiempo       |
| 1.º | Axel Laurance      | B&B Hotels-KTM                  |              |
| 2.º | Ángel Madrazo      | Burgos-BH                       | + 10 s       |
| 3.º | Natnael Tesfatsion | Drone Hopper-Androni Giocattoli | + 10 s       |
| 4.º | Anatoliy Budyak    | Terengganu Polygon Cycling Team | + 16 s       |
| 5.º | Henok Mulubrhan    | Bike Aid                        | + 17 s       |
| 6.º | Jesse Ewart        | Bike Aid                        | + 23 s       |
| 7.º | Sandy Dujardin     | TotalEnergies                   | + 1 min 29 s |
| 8.º | Leo Hayter         | Gran Bretaña                    | + 1 min 32 s |
| 9.º | Alastair MacKellar | Israel-Premier Tech             | + 1 min 34 s |
| 10.º | Kent Main          | ProTouch                        | + 1 min 36 s |

### 5.ª etapa
| Gitarama - Ruhengeri | etapa de montaña | (124,7 km) |

| \| Clasificación de la etapa \| Clasificación de la etapa \| Clasificación de la etapa \| Clasificación de la etapa \| Clasificación de la etapa \| \| Ciclista \| Ciclista \| Equipo \| Tiempo \| \| \| ------------------------- \| ------------------------- \| ------------------------------- \| ------------------------- \| ------------------------- \| \| 1.º \| Alexandre Geniez \| TotalEnergies \| 3 h 12 min 14 s \| \| \| 2.º \| Pierre Rolland \| B&B Hotels-KTM \| + 3 s \| \| \| 3.º \| Eric Manizabayo \| Benediction Ignite \| + 19 s \| \| \| 4.º \| Henok Mulubrhan \| Bike Aid \| + 20 s \| \| \| 5.º \| Ángel Madrazo \| Burgos-BH \| + 20 s \| \| \| 6.º \| Gianni Marchand \| Tarteletto-Isorex \| + 20 s \| \| \| 7.º \| Leo Hayter \| Gran Bretaña \| + 20 s \| \| \| 8.º \| Natnael Tesfatsion \| Drone Hopper-Androni Giocattoli \| + 20 s \| \| \| 9.º \| Anatoliy Budyak \| Terengganu Polygon Cycling Team \| + 20 s \| \| \| 10.º \| Jesse Ewart \| Bike Aid \| + 20 s \| \| |                    |                                 |                 |
| |                    |                                 |                 |
| Fuente: ProCyclingStats |                    |                                 |                 |
| Clasificación de la etapa |                    |                                 |                 |
| Ciclista | Ciclista           | Equipo                          | Tiempo          |
| 1.º | Alexandre Geniez   | TotalEnergies                   | 3 h 12 min 14 s |
| 2.º | Pierre Rolland     | B&B Hotels-KTM                  | + 3 s           |
| 3.º | Eric Manizabayo    | Benediction Ignite              | + 19 s          |
| 4.º | Henok Mulubrhan    | Bike Aid                        | + 20 s          |
| 5.º | Ángel Madrazo      | Burgos-BH                       | + 20 s          |
| 6.º | Gianni Marchand    | Tarteletto-Isorex               | + 20 s          |
| 7.º | Leo Hayter         | Gran Bretaña                    | + 20 s          |
| 8.º | Natnael Tesfatsion | Drone Hopper-Androni Giocattoli | + 20 s          |
| 9.º | Anatoliy Budyak    | Terengganu Polygon Cycling Team | + 20 s          |
| 10.º | Jesse Ewart        | Bike Aid                        | + 20 s          |

| \| Clasificación general \| Clasificación general \| Clasificación general \| Clasificación general \| Clasificación general \| \| Ciclista \| Ciclista \| Equipo \| Tiempo \| \| \| --------------------- \| --------------------- \| ------------------------------- \| --------------------- \| --------------------- \| \| 1.º \| Ángel Madrazo \| Burgos-BH \| 13 h 57 min 52 s \| \| \| 2.º \| Natnael Tesfatsion \| Drone Hopper-Androni Giocattoli \| + 0 s \| \| \| 3.º \| Anatoliy Budyak \| Terengganu Polygon Cycling Team \| + 6 s \| \| \| 4.º \| Henok Mulubrhan \| Bike Aid \| + 7 s \| \| \| 5.º \| Jesse Ewart \| Bike Aid \| + 13 s \| \| \| 6.º \| Leo Hayter \| Gran Bretaña \| + 1 min 22 s \| \| \| 7.º \| Kent Main \| ProTouch \| + 1 min 26 s \| \| \| 8.º \| Eric Muhoza \| Ruanda \| + 1 min 36 s \| \| \| 9.º \| Gianni Marchand \| Tarteletto-Isorex \| + 1 min 36 s \| \| \| 10.º \| Juan Diego Alba \| Drone Hopper-Androni Giocattoli \| + 1 min 50 s \| \| |                    |                                 |                  |
| |                    |                                 |                  |
| Fuente: ProCyclingStats |                    |                                 |                  |
| Clasificación general |                    |                                 |                  |
| Ciclista | Ciclista           | Equipo                          | Tiempo           |
| 1.º | Ángel Madrazo      | Burgos-BH                       | 13 h 57 min 52 s |
| 2.º | Natnael Tesfatsion | Drone Hopper-Androni Giocattoli | + 0 s            |
| 3.º | Anatoliy Budyak    | Terengganu Polygon Cycling Team | + 6 s            |
| 4.º | Henok Mulubrhan    | Bike Aid                        | + 7 s            |
| 5.º | Jesse Ewart        | Bike Aid                        | + 13 s           |
| 6.º | Leo Hayter         | Gran Bretaña                    | + 1 min 22 s     |
| 7.º | Kent Main          | ProTouch                        | + 1 min 26 s     |
| 8.º | Eric Muhoza        | Ruanda                          | + 1 min 36 s     |
| 9.º | Gianni Marchand    | Tarteletto-Isorex               | + 1 min 36 s     |
| 10.º | Juan Diego Alba    | Drone Hopper-Androni Giocattoli | + 1 min 50 s     |

### 6.ª etapa
| Ruhengeri - Kigali | etapa escarpada | (152 km) |

| \| Clasificación de la etapa \| Clasificación de la etapa \| Clasificación de la etapa \| Clasificación de la etapa \| Clasificación de la etapa \| \| Ciclista \| Ciclista \| Equipo \| Tiempo \| \| \| ------------------------- \| ------------------------- \| ------------------------------- \| ------------------------- \| ------------------------- \| \| 1.º \| Anatoliy Budyak \| Terengganu Polygon Cycling Team \| 3 h 35 min 21 s \| \| \| 2.º \| Natnael Tesfatsion \| Drone Hopper-Androni Giocattoli \| + 0 s \| \| \| 3.º \| Eric Manizabayo \| Benediction Ignite \| + 5 s \| \| \| 4.º \| Jhonatan Restrepo \| Drone Hopper-Androni Giocattoli \| + 7 s \| \| \| 5.º \| Henok Mulubrhan \| Bike Aid \| + 9 s \| \| \| 6.º \| Alan Boileau \| B&B Hotels-KTM \| + 16 s \| \| \| 7.º \| Sandy Dujardin \| TotalEnergies \| + 16 s \| \| \| 8.º \| Kent Main \| ProTouch \| + 16 s \| \| \| 9.º \| Jesse Ewart \| Bike Aid \| + 16 s \| \| \| 10.º \| Ángel Madrazo \| Burgos-BH \| + 16 s \| \| |                    |                                 |                 |
| |                    |                                 |                 |
| Fuente: ProCyclingStats |                    |                                 |                 |
| Clasificación de la etapa |                    |                                 |                 |
| Ciclista | Ciclista           | Equipo                          | Tiempo          |
| 1.º | Anatoliy Budyak    | Terengganu Polygon Cycling Team | 3 h 35 min 21 s |
| 2.º | Natnael Tesfatsion | Drone Hopper-Androni Giocattoli | + 0 s           |
| 3.º | Eric Manizabayo    | Benediction Ignite              | + 5 s           |
| 4.º | Jhonatan Restrepo  | Drone Hopper-Androni Giocattoli | + 7 s           |
| 5.º | Henok Mulubrhan    | Bike Aid                        | + 9 s           |
| 6.º | Alan Boileau       | B&B Hotels-KTM                  | + 16 s          |
| 7.º | Sandy Dujardin     | TotalEnergies                   | + 16 s          |
| 8.º | Kent Main          | ProTouch                        | + 16 s          |
| 9.º | Jesse Ewart        | Bike Aid                        | + 16 s          |
| 10.º | Ángel Madrazo      | Burgos-BH                       | + 16 s          |

| \| Clasificación general \| Clasificación general \| Clasificación general \| Clasificación general \| Clasificación general \| \| Ciclista \| Ciclista \| Equipo \| Tiempo \| \| \| --------------------- \| --------------------- \| ------------------------------- \| --------------------- \| --------------------- \| \| 1.º \| Natnael Tesfatsion \| Drone Hopper-Androni Giocattoli \| 17 h 33 min 13 s \| \| \| 2.º \| Anatoliy Budyak \| Terengganu Polygon Cycling Team \| + 6 s \| \| \| 3.º \| Henok Mulubrhan \| Bike Aid \| + 16 s \| \| \| 4.º \| Ángel Madrazo \| Burgos-BH \| + 16 s \| \| \| 5.º \| Jesse Ewart \| Bike Aid \| + 29 s \| \| \| 6.º \| Kent Main \| ProTouch \| + 1 min 42 s \| \| \| 7.º \| Leo Hayter \| Gran Bretaña \| + 1 min 54 s \| \| \| 8.º \| Metkel Eyob \| Terengganu Polygon Cycling Team \| + 2 min 11 s \| \| \| 9.º \| Juan Diego Alba \| Drone Hopper-Androni Giocattoli \| + 2 min 12 s \| \| \| 10.º \| Eric Manizabayo \| Benediction Ignite \| + 2 min 15 s \| \| |                    |                                 |                  |
| |                    |                                 |                  |
| Fuente: ProCyclingStats |                    |                                 |                  |
| Clasificación general |                    |                                 |                  |
| Ciclista | Ciclista           | Equipo                          | Tiempo           |
| 1.º | Natnael Tesfatsion | Drone Hopper-Androni Giocattoli | 17 h 33 min 13 s |
| 2.º | Anatoliy Budyak    | Terengganu Polygon Cycling Team | + 6 s            |
| 3.º | Henok Mulubrhan    | Bike Aid                        | + 16 s           |
| 4.º | Ángel Madrazo      | Burgos-BH                       | + 16 s           |
| 5.º | Jesse Ewart        | Bike Aid                        | + 29 s           |
| 6.º | Kent Main          | ProTouch                        | + 1 min 42 s     |
| 7.º | Leo Hayter         | Gran Bretaña                    | + 1 min 54 s     |
| 8.º | Metkel Eyob        | Terengganu Polygon Cycling Team | + 2 min 11 s     |
| 9.º | Juan Diego Alba    | Drone Hopper-Androni Giocattoli | + 2 min 12 s     |
| 10.º | Eric Manizabayo    | Benediction Ignite              | + 2 min 15 s     |

### 7.ª etapa
| Kigali - Mount Kigali | etapa escarpada | (152,6 km) |

| \| Clasificación de la etapa \| Clasificación de la etapa \| Clasificación de la etapa \| Clasificación de la etapa \| Clasificación de la etapa \| \| Ciclista \| Ciclista \| Equipo \| Tiempo \| \| \| ------------------------- \| ------------------------- \| ------------------------------- \| ------------------------- \| ------------------------- \| \| 1.º \| Alan Boileau \| B&B Hotels-KTM \| 3 h 41 min 20 s \| \| \| 2.º \| Omer Goldstein \| Israel-Premier Tech \| + 3 s \| \| \| 3.º \| Gianni Marchand \| Tarteletto-Isorex \| + 11 s \| \| \| 4.º \| Paul Ourselin \| TotalEnergies \| + 50 s \| \| \| 5.º \| Natnael Tesfatsion \| Drone Hopper-Androni Giocattoli \| + 52 s \| \| \| 6.º \| Kent Main \| ProTouch \| + 1 min 01 s \| \| \| 7.º \| Juan Diego Alba \| Drone Hopper-Androni Giocattoli \| + 1 min 05 s \| \| \| 8.º \| Eric Manizabayo \| Benediction Ignite \| + 1 min 12 s \| \| \| 9.º \| Jesse Ewart \| Bike Aid \| + 1 min 12 s \| \| \| 10.º \| Anatoliy Budyak \| Terengganu Polygon Cycling Team \| + 1 min 12 s \| \| |                    |                                 |                 |
| |                    |                                 |                 |
| Fuente: ProCyclingStats |                    |                                 |                 |
| Clasificación de la etapa |                    |                                 |                 |
| Ciclista | Ciclista           | Equipo                          | Tiempo          |
| 1.º | Alan Boileau       | B&B Hotels-KTM                  | 3 h 41 min 20 s |
| 2.º | Omer Goldstein     | Israel-Premier Tech             | + 3 s           |
| 3.º | Gianni Marchand    | Tarteletto-Isorex               | + 11 s          |
| 4.º | Paul Ourselin      | TotalEnergies                   | + 50 s          |
| 5.º | Natnael Tesfatsion | Drone Hopper-Androni Giocattoli | + 52 s          |
| 6.º | Kent Main          | ProTouch                        | + 1 min 01 s    |
| 7.º | Juan Diego Alba    | Drone Hopper-Androni Giocattoli | + 1 min 05 s    |
| 8.º | Eric Manizabayo    | Benediction Ignite              | + 1 min 12 s    |
| 9.º | Jesse Ewart        | Bike Aid                        | + 1 min 12 s    |
| 10.º | Anatoliy Budyak    | Terengganu Polygon Cycling Team | + 1 min 12 s    |

| \| Clasificación general \| Clasificación general \| Clasificación general \| Clasificación general \| Clasificación general \| \| Ciclista \| Ciclista \| Equipo \| Tiempo \| \| \| --------------------- \| --------------------- \| ------------------------------- \| --------------------- \| --------------------- \| \| 1.º \| Natnael Tesfatsion \| Drone Hopper-Androni Giocattoli \| 21 h 15 min 25 s \| \| \| 2.º \| Anatoliy Budyak \| Terengganu Polygon Cycling Team \| + 26 s \| \| \| 3.º \| Jesse Ewart \| Bike Aid \| + 49 s \| \| \| 4.º \| Ángel Madrazo \| Burgos-BH \| + 58 s \| \| \| 5.º \| Henok Mulubrhan \| Bike Aid \| + 1 min 21 s \| \| \| 6.º \| Kent Main \| ProTouch \| + 1 min 51 s \| \| \| 7.º \| Gianni Marchand \| Tarteletto-Isorex \| + 2 min 02 s \| \| \| 8.º \| Juan Diego Alba \| Drone Hopper-Androni Giocattoli \| + 2 min 25 s \| \| \| 9.º \| Leo Hayter \| Gran Bretaña \| + 2 min 30 s \| \| \| 10.º \| Eric Manizabayo \| Benediction Ignite \| + 2 min 35 s \| \| |                    |                                 |                  |
| |                    |                                 |                  |
| Fuente: ProCyclingStats |                    |                                 |                  |
| Clasificación general |                    |                                 |                  |
| Ciclista | Ciclista           | Equipo                          | Tiempo           |
| 1.º | Natnael Tesfatsion | Drone Hopper-Androni Giocattoli | 21 h 15 min 25 s |
| 2.º | Anatoliy Budyak    | Terengganu Polygon Cycling Team | + 26 s           |
| 3.º | Jesse Ewart        | Bike Aid                        | + 49 s           |
| 4.º | Ángel Madrazo      | Burgos-BH                       | + 58 s           |
| 5.º | Henok Mulubrhan    | Bike Aid                        | + 1 min 21 s     |
| 6.º | Kent Main          | ProTouch                        | + 1 min 51 s     |
| 7.º | Gianni Marchand    | Tarteletto-Isorex               | + 2 min 02 s     |
| 8.º | Juan Diego Alba    | Drone Hopper-Androni Giocattoli | + 2 min 25 s     |
| 9.º | Leo Hayter         | Gran Bretaña                    | + 2 min 30 s     |
| 10.º | Eric Manizabayo    | Benediction Ignite              | + 2 min 35 s     |

### 8.ª etapa
| Kigali - Kigali | etapa de montaña | (75,3 km) |

| \| Clasificación de la etapa \| Clasificación de la etapa \| Clasificación de la etapa \| Clasificación de la etapa \| Clasificación de la etapa \| \| Ciclista \| Ciclista \| Equipo \| Tiempo \| \| \| ------------------------- \| ------------------------- \| ------------------------------- \| ------------------------- \| ------------------------- \| \| 1.º \| Moïse Mugisha \| ProTouch \| 2 h 08 min 16 s \| \| \| 2.º \| Sandy Dujardin \| TotalEnergies \| + 0 s \| \| \| 3.º \| Alexandre Geniez \| TotalEnergies \| + 0 s \| \| \| 4.º \| Lennert Teugels \| Tarteletto-Isorex \| + 1 min 42 s \| \| \| 5.º \| Henok Mulubrhan \| Bike Aid \| + 1 min 49 s \| \| \| 6.º \| Juan Diego Alba \| Drone Hopper-Androni Giocattoli \| + 1 min 50 s \| \| \| 7.º \| Ángel Madrazo \| Burgos-BH \| + 1 min 52 s \| \| \| 8.º \| Jesse Ewart \| Bike Aid \| + 1 min 52 s \| \| \| 9.º \| Anatoliy Budyak \| Terengganu Polygon Cycling Team \| + 1 min 53 s \| \| \| 10.º \| Natnael Tesfatsion \| Drone Hopper-Androni Giocattoli \| + 1 min 53 s \| \| |                    |                                 |                 |
| |                    |                                 |                 |
| Fuente: ProCyclingStats |                    |                                 |                 |
| Clasificación de la etapa |                    |                                 |                 |
| Ciclista | Ciclista           | Equipo                          | Tiempo          |
| 1.º | Moïse Mugisha      | ProTouch                        | 2 h 08 min 16 s |
| 2.º | Sandy Dujardin     | TotalEnergies                   | + 0 s           |
| 3.º | Alexandre Geniez   | TotalEnergies                   | + 0 s           |
| 4.º | Lennert Teugels    | Tarteletto-Isorex               | + 1 min 42 s    |
| 5.º | Henok Mulubrhan    | Bike Aid                        | + 1 min 49 s    |
| 6.º | Juan Diego Alba    | Drone Hopper-Androni Giocattoli | + 1 min 50 s    |
| 7.º | Ángel Madrazo      | Burgos-BH                       | + 1 min 52 s    |
| 8.º | Jesse Ewart        | Bike Aid                        | + 1 min 52 s    |
| 9.º | Anatoliy Budyak    | Terengganu Polygon Cycling Team | + 1 min 53 s    |
| 10.º | Natnael Tesfatsion | Drone Hopper-Androni Giocattoli | + 1 min 53 s    |

## Clasificaciones finales
- Las clasificaciones finalizaron de la siguiente forma:[4]

### Clasificación general
| \| Clasificación general \| Clasificación general \| Clasificación general \| Clasificación general \| Clasificación general \| \| Ciclista \| Ciclista \| Equipo \| Tiempo \| \| \| --------------------- \| --------------------- \| ------------------------------- \| --------------------- \| --------------------- \| \| 1.º \| Natnael Tesfatsion \| Drone Hopper-Androni Giocattoli \| 23 h 25 min 34 s \| \| \| 2.º \| Anatoliy Budyak \| Terengganu Polygon Cycling Team \| + 26 s \| \| \| 3.º \| Jesse Ewart \| Bike Aid \| + 48 s \| \| \| 4.º \| Ángel Madrazo \| Burgos-BH \| + 57 s \| \| \| 5.º \| Henok Mulubrhan \| Bike Aid \| + 1 min 17 s \| \| \| 6.º \| Gianni Marchand \| Tarteletto-Isorex \| + 2 min 13 s \| \| \| 7.º \| Kent Main \| ProTouch \| + 2 min 21 s \| \| \| 8.º \| Juan Diego Alba \| Drone Hopper-Androni Giocattoli \| + 2 min 22 s \| \| \| 9.º \| Eric Manizabayo \| Benediction Ignite \| + 2 min 49 s \| \| \| 10.º \| Leo Hayter \| Gran Bretaña \| + 3 min 10 s \| \| |                    |                                 |                  |
| |                    |                                 |                  |
| Fuente: ProCyclingStats |                    |                                 |                  |
| Clasificación general |                    |                                 |                  |
| Ciclista | Ciclista           | Equipo                          | Tiempo           |
| 1.º | Natnael Tesfatsion | Drone Hopper-Androni Giocattoli | 23 h 25 min 34 s |
| 2.º | Anatoliy Budyak    | Terengganu Polygon Cycling Team | + 26 s           |
| 3.º | Jesse Ewart        | Bike Aid                        | + 48 s           |
| 4.º | Ángel Madrazo      | Burgos-BH                       | + 57 s           |
| 5.º | Henok Mulubrhan    | Bike Aid                        | + 1 min 17 s     |
| 6.º | Gianni Marchand    | Tarteletto-Isorex               | + 2 min 13 s     |
| 7.º | Kent Main          | ProTouch                        | + 2 min 21 s     |
| 8.º | Juan Diego Alba    | Drone Hopper-Androni Giocattoli | + 2 min 22 s     |
| 9.º | Eric Manizabayo    | Benediction Ignite              | + 2 min 49 s     |
| 10.º | Leo Hayter         | Gran Bretaña                    | + 3 min 10 s     |

### Clasificación de la montaña
| Clasificación de la montaña | Clasificación de la montaña | Clasificación de la montaña | Clasificación de la montaña | Clasificación de la montaña |
| Ciclista                    | Ciclista                    | Equipo                      | Puntos                      |                             |
| --------------------------- | --------------------------- | --------------------------- | --------------------------- | --------------------------- |
| 1.º                         | Moïse Mugisha               | ProTouch                    | 65 pts                      |                             |
| 2.º                         | Jean-Bosco Nsengimana       | Benediction Ignite          | 61 pts                      |                             |
| 3.º                         | Sandy Durko                 | USC Trojans football        | 50 pts                      |                             |
| 4.º                         | Alexandre Geniez            | TotalEnergies               | 37 pts                      |                             |
| 5.º                         | Omer Goldstein              | Israel-Premier Tech         | 34 pts                      |                             |
| 6.º                         | Mario Aparicio              | Burgos-BH                   | 25 pts                      |                             |
| 7.º                         | Ángel Madrazo               | Burgos-BH                   | 24 pts                      |                             |
| 8.º                         | Pierre Rolland              | B&B Hotels-KTM              | 24 pts                      |                             |
| 9.º                         | Alan Boileau                | B&B Hotels-KTM              | 19 pts                      |                             |
| 10.º                        | Henok Mulubrhan             | Bike Aid                    | 19 pts                      |                             |

### Clasificación de las metas volantes
| Clasificación de las metas volantes | Clasificación de las metas volantes | Clasificación de las metas volantes | Clasificación de las metas volantes | Clasificación de las metas volantes |
| Ciclista                            | Ciclista                            | Equipo                              | Puntos                              |                                     |
| ----------------------------------- | ----------------------------------- | ----------------------------------- | ----------------------------------- | ----------------------------------- |
| 1.º                                 | Sandy Dujardin                      | TotalEnergies                       | 20 pts                              |                                     |
| 2.º                                 | Pierre Rolland                      | B&B Hotels-KTM                      | 16 pts                              |                                     |
| 3.º                                 | Alexandre Geniez                    | TotalEnergies                       | 10 pts                              |                                     |
| 4.º                                 | Moïse Mugisha                       | ProTouch                            | 6 pts                               |                                     |
| 5.º                                 | Jesse Ewart                         | Bike Aid                            | 5 pts                               |                                     |

### Clasificación de los jóvenes
| Clasificación del mejor joven | Clasificación del mejor joven | Clasificación del mejor joven   | Clasificación del mejor joven | Clasificación del mejor joven |
| Ciclista                      | Ciclista                      | Equipo                          | Tiempo                        |                               |
| ----------------------------- | ----------------------------- | ------------------------------- | ----------------------------- | ----------------------------- |
| 1.º                           | Natnael Tesfatsion            | Drone Hopper-Androni Giocattoli | 23 h 25 min 34 s              |                               |
| 2.º                           | Henok Mulubrhan               | Bike Aid                        | + 1 min 17 s                  |                               |
| 3.º                           | Leo Hayter                    | Gran Bretaña                    | + 3 min 10 s                  |                               |
| 4.º                           | Eric Muhoza                   | Ruanda                          | + 5 min 52 s                  |                               |
| 5.º                           | Alastair MacKellar            | Israel Cycling Academy          | + 27 min 01 s                 |                               |

### Clasificación por equipos
| Clasificación por equipos | Clasificación por equipos       | Clasificación por equipos | Clasificación por equipos |
| Equipo                    | Equipo                          | Tiempo                    |                           |
| ------------------------- | ------------------------------- | ------------------------- | ------------------------- |
| 1.º                       | Bike Aid                        | 70 h 27 min 04 s          |                           |
| 2.º                       | Drone Hopper-Androni Giocattoli | + 8 min 03 s              |                           |
| 3.º                       | ProTouch                        | + 10 min 30 s             |                           |
| 4.º                       | Tarteletto-Isorex               | + 19 min 04 s             |                           |
| 5.º                       | TotalEnergies                   | + 21 min 57 s             |                           |

## Evolución de las clasificaciones
| Etapa                   |                         | Ganador _         | Clasificación general | Montaña               | Jóvenes            | Metas volantes      | Equipo                          |
| ----------------------- | ----------------------- | ----------------- | --------------------- | --------------------- | ------------------ | ------------------- | ------------------------------- |
| Prólogo                 | contrarreloj individual | Alexandre Geniez  | Alexandre Geniez      | no otorgado           | André Drege        | El Houcaine Sabbahi | TotalEnergies                   |
| 1.ª etapa               | etapa escarpada         | Sandy Dujardin    | Alexandre Geniez      | El Houcaine Sabbahi   | André Drege        | El Houcaine Sabbahi | TotalEnergies                   |
| 2.ª etapa               | etapa de montaña        | Jhonatan Restrepo | Jhonatan Restrepo     | Axel Laurance         | Axel Laurance      | El Houcaine Sabbahi | Drone Hopper-Androni Giocattoli |
| 3.ª etapa               | etapa escarpada         | Kent Main         | Axel Laurance         | Samuel Mugisha        | Axel Laurance      | Sandy Dujardin      | Drone Hopper-Androni Giocattoli |
| 4.ª etapa               | etapa de montaña        | Alexandre Geniez  | Ángel Madrazo         | Jean-Bosco Nsengimana | Natnael Tesfatsion | Alexandre Geniez    | Drone Hopper-Androni Giocattoli |
| 5.ª etapa               | etapa escarpada         | Anatoliy Budyak   | Natnael Tesfatsion    | Jean-Bosco Nsengimana | Natnael Tesfatsion | Pierre Rolland      | Drone Hopper-Androni Giocattoli |
| 6.ª etapa               | etapa escarpada         | Alan Boileau      | Natnael Tesfatsion    | Jean-Bosco Nsengimana | Natnael Tesfatsion | Pierre Rolland      | Bike Aid                        |
| 7.ª etapa               | etapa de montaña        | Moïse Mugisha     | Natnael Tesfatsion    | Moïse Mugisha         | Natnael Tesfatsion | Sandy Dujardin      | Bike Aid                        |
| Clasificaciones finales | Clasificaciones finales |                   | Natnael Tesfatsion    | Moïse Mugisha         | Natnael Tesfatsion | Sandy Dujardin      | Bike Aid                        |

## UCI World Ranking
El Tour de Ruanda otorgó puntos para el UCI World Ranking para corredores de los equipos en las categorías UCI WorldTeam, UCI ProTeam y Continental. Las siguientes tablas son el baremo de puntuación y los diez corredores que obtuvieron más puntos:
| Posición              | 1.º | 2.º | 3.º | 4.º | 5.º | 6.º | 7.º | 8.º | 9.º | 10.º | 11.º | 12.º | 13.º-15.º | 16.º-25.º |
| Clasificación general | 125 | 85  | 70  | 60  | 50  | 40  | 35  | 30  | 25  | 20   | 15   | 10   | 5         | 3         |
| Por etapa             | 20  | 10  | 5   |     |     |     |     |     |     |      |      |      |           |           |
| Líder                 | 5   |     |     |     |     |     |     |     |     |      |      |      |           |           |

| Clasificación |                    |                                 |         |       |       |       |
| Posición      | Ciclista           | Equipo                          | General | Etapa | Líder | Total |
| ------------- | ------------------ | ------------------------------- | ------- | ----- | ----- | ----- |
| 1.º           | Natnael Tesfatsion | Drone Hopper-Androni Giocattoli | 125     | 5     | 6     | 136   |
| 2.º           | Anatoliy Budyak    | Terengganu Polygon              | 85      | 19    | -     | 104   |
| 3.º           | Jesse Ewart        | Bike Aid                        | 70      | -     | -     | 70    |
| 4.º           | Ángel Madrazo      | Burgos-BH                       | 60      | 3     | 3     | 66    |
| 5.º           | Henok Mulubrhan    | Bike Aid                        | 50      | -     | -     | 50    |
| 6.º           | Kent Main          | ProTouch                        | 35      | 14    | -     | 49    |
| 7.º           | Gianni Marchand    | Tarteletto-Isorex               | 40      | 3     | -     | 43    |
| 8.º           | Alexandre Geniez   | TotalEnergies                   | 3       | 31    | 6     | 40    |
| 9.º           | Eric Manizabayo    | Benediction Ignite              | 25      | 6     | -     | 31    |
| 10.º          | Juan Diego Alba    | Drone Hopper-Androni Giocattoli | 30      | -     | -     | 30    |